# ミーン・ミスター・マスタード
「ミーン・ミスター・マスタード」（Mean Mr. Mustard）は、ビートルズの楽曲である。1969年9月に発売された11作目のイギリス盤公式オリジナル・アルバム『アビイ・ロード』に収録された。レノン＝マッカートニーとなっているが、ジョン・レノンによって書かれた楽曲。アルバム『アビイ・ロード』のB面の特徴であるメドレー「ザ・ロング・ワン」（The Long One）の3曲目で、1969年7月に「サン・キング」と繋げてレコーディングされた。

## 背景
本作は1968年頃にビートルズのメンバーがインド・リシケーシュで、マハリシ・マヘーシュ・ヨーギーのもとで瞑想修行を行っていた時期に書かれた楽曲で、内容はマスタード氏というホームレスの男の日常を綴ったものとなっている。歌詞のインスピレーションについて、レノンは「どこかでしみったれた男の新聞記事を読んだ。そいつは5ポンド札を鼻の中ではなく、別のどこかに隠していた」と語っている。
1968年5月にジョージ・ハリスンの自宅でデモ音源が録音されており、このデモ音源では「Hey, Mean Mr. Mustard, such a dirty, dirty...（やぁ、しみったれのマスタードさん。なんていやらしい、いやらしい…）」というコーラスが入っていた。この時の音源は1996年に発売された『ザ・ビートルズ・アンソロジー3』や2018年に発売された『ザ・ビートルズ (ホワイト・アルバム) 〈スーパー・デラックス・エディション〉』に収録された。
当初、マスタード氏の妹パンの名前は「シャーリー」となっていたが、リリース版では「パン」に変更されている。これは『アビー・ロード』のセッション時に、本作と次曲「ポリシーン・パン」の間に来る予定だった「ハー・マジェスティ」がカットされて最後に回されたことに関係している。このことについて、レノンも「元々の歌詞は『His sister Shirley（あいつの妹のシャーリー）』だった。関係があるように見せたくて、パンに変えた」と明かしている。
なお、楽曲についてレノンが「インドで書いたがらくたの1つ」とする一方で、ポール・マッカートニーは「僕は好きだった。良い感じにイカれた曲だ」と語っている。

## レコーディング
「ミーン・ミスター・マスタード」のレコーディングは1969年7月24日に開始され、「サン・キング」と繋げてレコーディングされた。8トラック・レコーダーのトラック1にマッカートニーのベース、トラック2にリンゴ・スターのドラム、トラック3にレスリースピーカーを通したレノンのエレクトリック・ギター、トラック4にトレモロをかけたハリスンのギター、トラック6にレノンのガイド・ボーカルが録音された。同日に35テイク録音されたが、このうちテイク7は「エイント・シー・スウィート」のジャム・セッションとなっている。この日の最終テイクであるテイク35がオーバー・ダビング用に選ばれた。
7月29日に最終テイクに対して、マッカートニーのハーモニー・ボーカル、マラカス、ピアノ、タンバリンがオーバー・ダビングされた。
7月30日にメドレー「ザ・ロング・ワン」に含まれる楽曲のレコーディングが完了したため、曲順を決めるための仮編集が行われた。前述のとおり、この時点では「ハー・マジェスティ」が本作と「ポリシーン・パン」の間に配置されていたが、メンバー内で考えが変わったため、「ハー・マジェスティ」はメドレーから外れることとなった。これにより、次曲との繋がりを持たせるために、マスタード氏の妹の名前が「パン」に変更され、本作の最後のコードもカットされることとなった。なお、カットされたコードは、2009年に発売された音楽ゲーム『The Beatles: Rock Band』や、2019年に発売された『アビイ・ロード (スーパー・デラックス・エディション)』に収録されたアウトテイクで確認できる。

## クレジット
※出典
- ジョン・レノン - リード・ボーカル、レスリースピーカーに通したギター、ハーモニー・ボーカル、ピアノ
- ポール・マッカートニー - ハーモニー・ボーカル、ベース
- ジョージ・ハリスン - トレモロをかけたギター
- リンゴ・スター - ドラム、タンバリン、マラカス
- ジョージ・マーティン - ハモンドオルガン

## カバー・バージョン
1970年にブッカー・T&ザ・MG'sがアルバム『McLemore Avenue』でカバー。
1997年にラズロ・ベインがカバー。この音源は同年に発売されたアルバム『11 Transistor』に日本盤ボーナス・トラックとして収録された。
なお、ビータリカは本作と元メタリカのギタリストでメガデスの創始者であるデイヴ・ムステインにかけて、「Mean Mr. Mustaine」というタイトルの楽曲を発表している。演奏自体はメタリカの「ザ・フォー・ホースメン」をベースとしているが、歌詞はそのまま「ミーン・ミスター・マスタード」という内容になっている。